# Вестинский язык
Вести́нский язы́к — исчезнувший язык из группы италийских языков. Засвидетельствован лишь двумя сохранившимися надписями времён Римской республики. Предполагается, что надписи оставил народ вестины, обитавший на территории современного Абруццо от Гран-Сассо до Адриатического моря в восточно-центральной Италии. Термин «вестины» — римский экзоним для этого народа. Лингвисты не пришли к выводу о точном положении вестинского языка среди италийских из-за скудости источников.

## Образец текста
Текст CIL 12.394 из окрестностей Навелли в области Абруццо, датируется серединой 3 в. до н. э.:
Вестинский текст:
t.vetio | duno | didet | herclo | iovio | brat | data
Перевод на латинский:
T. Vetius donum dedit Herculi Jovio. Grate data
Современный перевод:
Тит Веций даровал (это как) подарок Геркулесу Йовию. Дано с благодарностью.
Специфически вестинскими являются слова data, didet и duno.